# Geórgios Dariótis
Geórgios Dariótis (grec moderne : Γεώργιος Δαρειώτης) était un combattant et homme politique grec qui participa à la guerre d'indépendance grecque.
Originaire de Messénie, il y participa avec ses frères aux combats de la guerre d'indépendance. 
Il fut élu en 1823 à l'assemblée nationale d'Astros puis à la troisième Assemblée nationale grecque, dans ses phases Épidaure et Trézène, en 1826-1827. Il participa enfin aux travaux des assemblées complémentaires de la cinquième Assemblée nationale grecque de 1831-1832.
Il fut nommé sénateur en juillet 1845.

## Sources
- (el) Phótios Chrysanthópoulos, Βίοι Πελοποννησίων ανδρών και των εξώθεν εις την Πελοπόννησον ελθόντων κληρικών, στρατιωτικών και πολιτικών των αγωνισαμένων τον αγώνα της επαναστάσεως, Athènes, Stávros Andrópoulos,‎ 1888, 335 p. (lire en ligne) pp. 112
- (el) Parlement grec, Μητρώο Πληρεξουσίων, Γερουσαστών και Βουλευτών. 1822-1935, Athènes, Parlement grec,‎ 1986, 159 p. (lire en ligne) [PDF]